# Marc Metdepenningen
Pour les articles homonymes, voir Metdepenningen.
Marc Metdepenningen, né le 16 février 1958 à Ixelles et mort le 8 novembre 2020 à Coxyde, est un journaliste belge, chroniqueur au quotidien Le Soir depuis 1984 et spécialiste de la justice et des affaires criminelles,. Il est connu, notamment, pour avoir suivi l'affaire Dutroux et l'affaire Michel Fourniret. Il a en outre dévoilé l'affaire Misha Defonseca.
Il suit de nombreux procès d'assises, de plaidoiries et de procédures judiciaires dans de nombreux tribunaux correctionnels de Belgique. Il a également été président de la SJPS (Société des Journalistes du journal Le Soir).

## Publications
- Les grands dossiers criminels en Belgique, vol. 2, Bruxelles, Éditions Racine, 2005, 392 p. (ISBN 2-87386-508-3).
- Crimes & châtiments dans l'histoire judiciaire belge, Bruxelles, Éditions Racine, 2019, 240 p. (ISBN 978-2390250791).